# Perseus 8

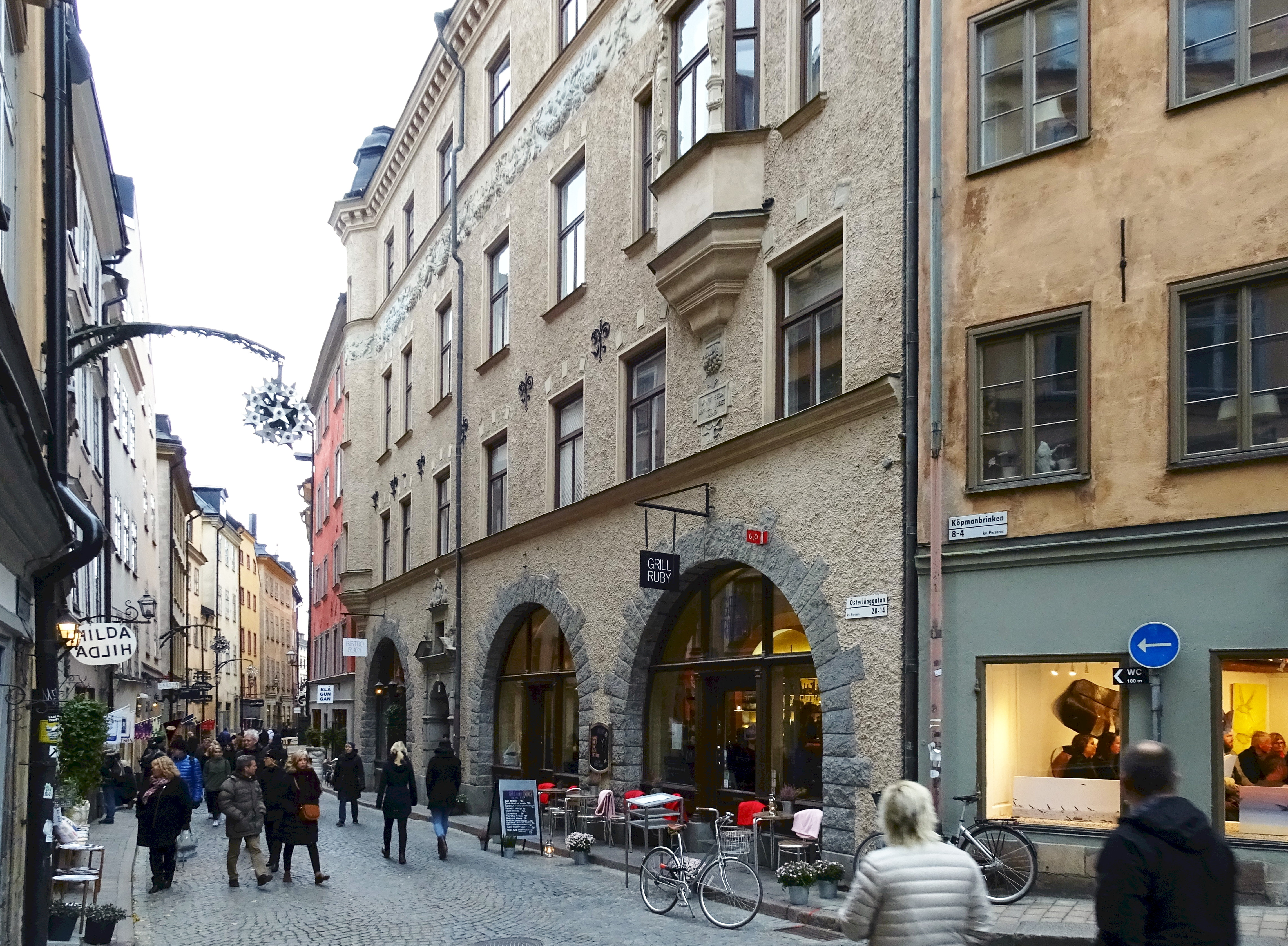
Perseus 8, Österlånggatan 14, 2016.

Perseus 8 är en fastighet i kvarteret Perseus, belägen mellan Österlånggatan 14 och Baggensgatan 13 i Gamla stan, Stockholm. Byggnaden uppfördes 1888−1889 efter ritningar av arkitekten Isak Gustaf Clason och representerar en återgång till stadsdelens byggnadshistoriska kulturarv.

## Bakgrund
Gamla Stan var fram till omkring sekelskiftet 1900 Stockholms kommersiella centrum. Därefter övertogs den rollen av huvudsakligen Nedre Norrmalm. Efter 1850-talet började en lång rad fasader anpassas till nya krav på utseende enligt tidens smak med exempelvis stora skyltfönster för att synliggöra det som saluförs. Nya butiksentréer anordnades, ofta direkt från gatan. Genom att ersätta bärande, murade väggar med pelare eller kolonner av gjutjärn och med järnbalkar växte en ny butiksarkitektur fram. Nästan alla byggnader längs affärsgatorna i Gamla Stan berördes av sådana ombyggnader och moderniseringar. Till de viktigaste affärsgatorna räknades Stora Nygatan, Västerlånggatan och Österlånggatan.

## Fastigheten Perseus 8
På platsen för dagens fastighet Perseus 8 fanns ett bostadshus från 1848 som revs. Nuvarande byggnad uppfördes mellan 1888 och 1889 efter ritningar av arkitekten Isak Gustaf Clason. Byggherre var handlaren W. Eriksson och byggmästare J. A. Pettersson och Co. Huset sträcker sig genom kvarteret från Österlånggatan till Baggensgatan. Mot Österlånggatan finns fyra våningar och mot Baggensgatan (som ligger högre) tre våningar. På bottenvåningen mot Österlånggatan inrättades butikslokaler och övriga våningar blev till bostäder. I husets centrum anordnades en stor spiraltrappa som omges av en innergård.
Arkitektritningar

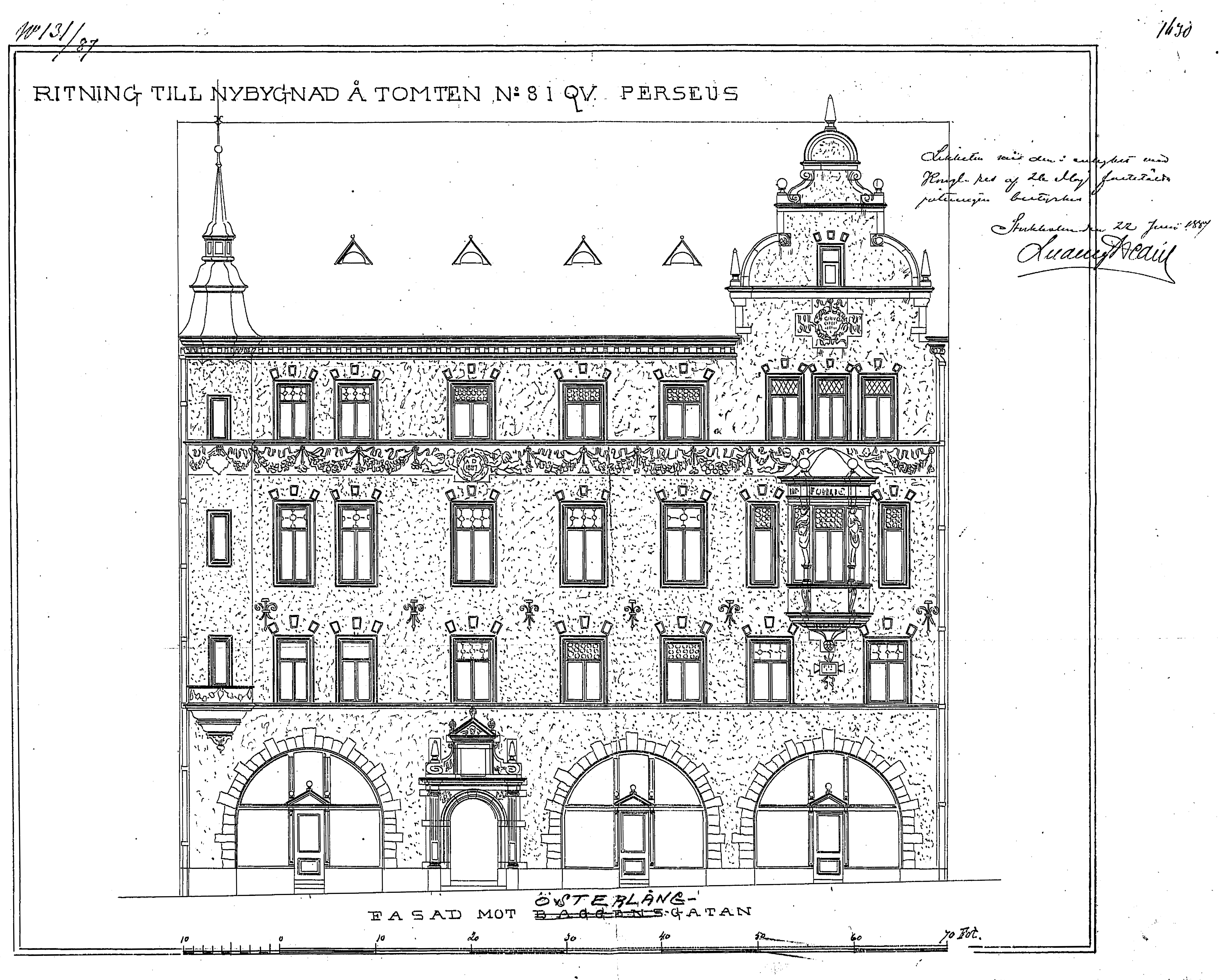
Fasad mot Österlånggatan
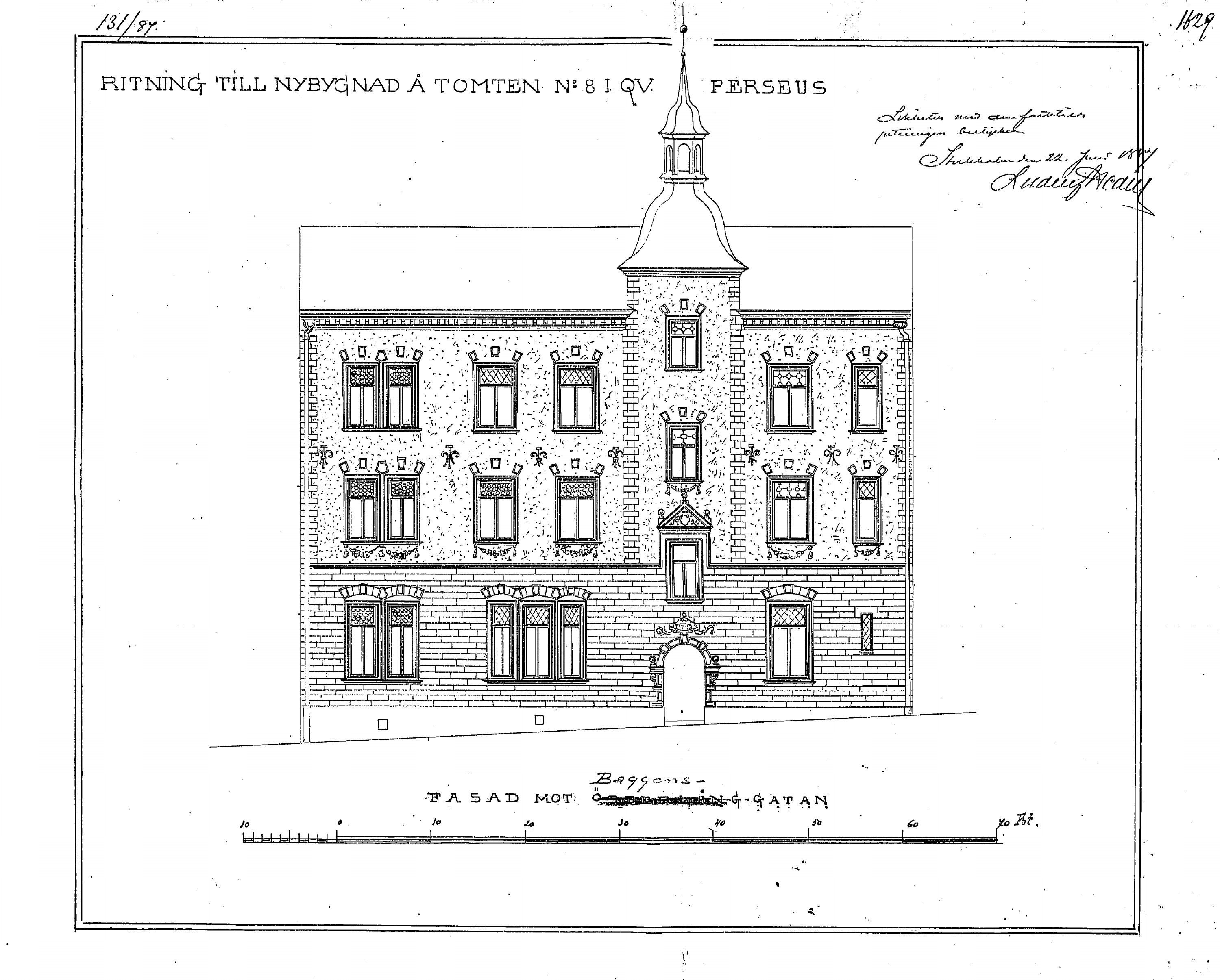
Fasad mot Baggensgatan
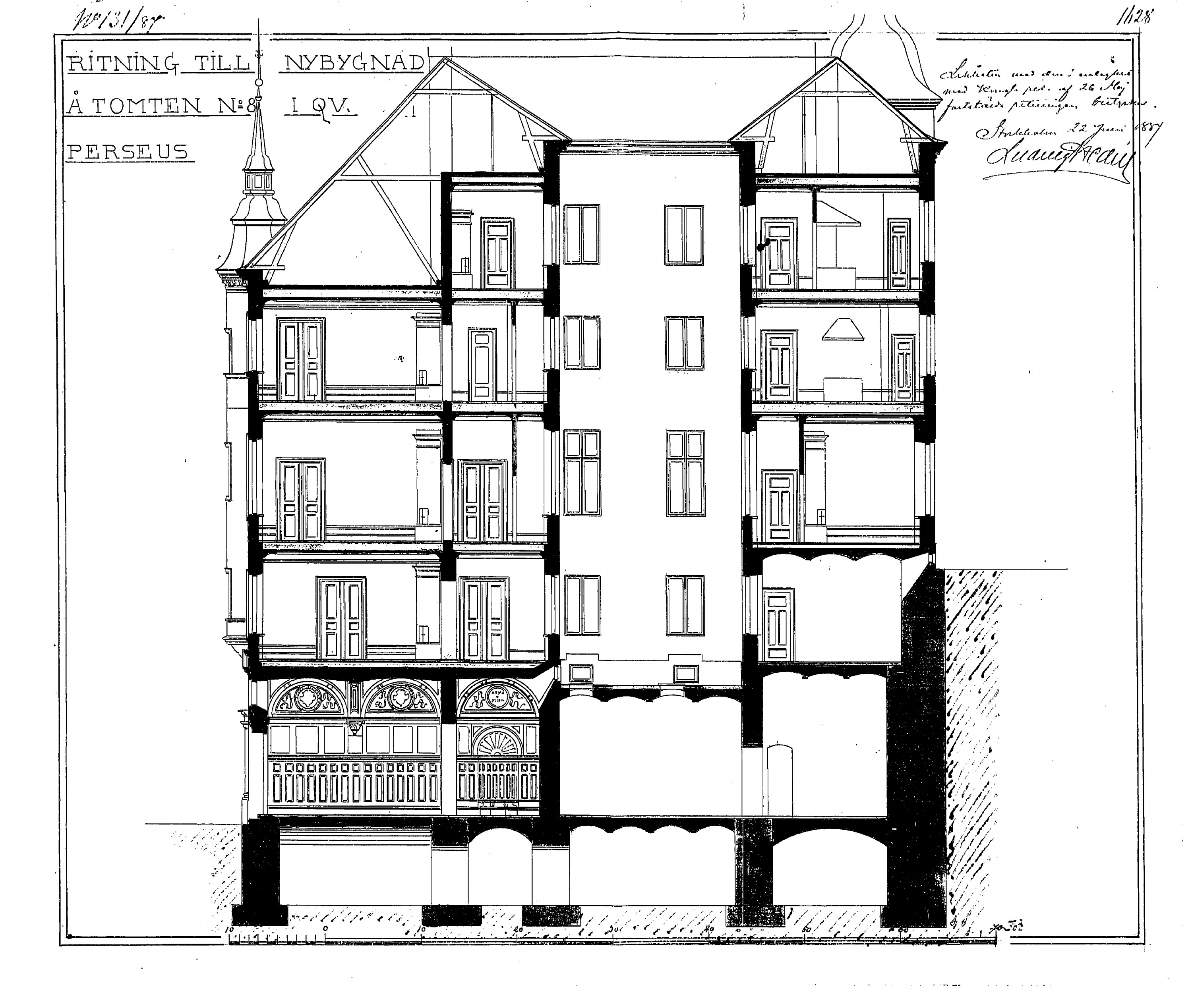
Sektion (Österlånggatan till vänster)
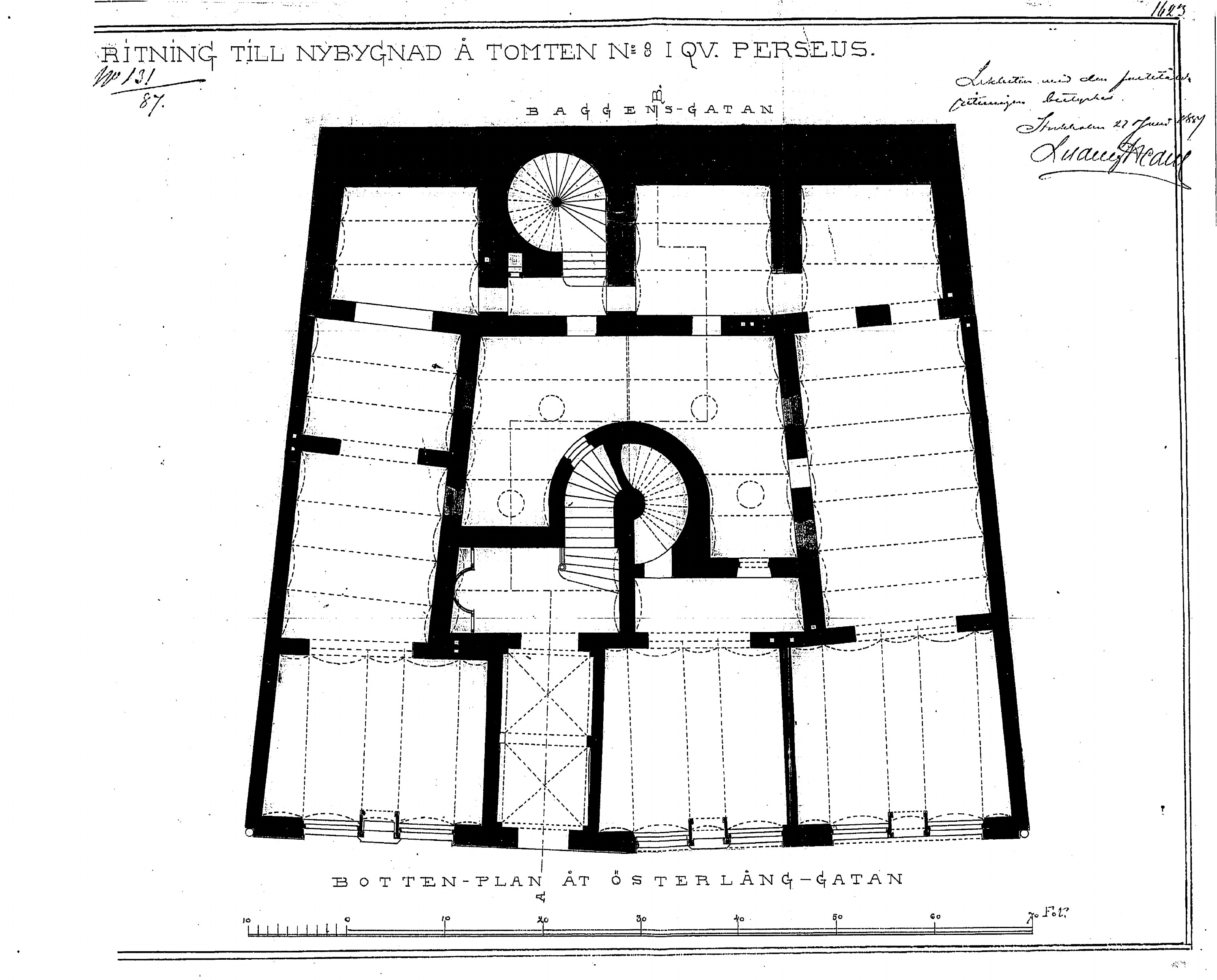
Plan bottenvåning
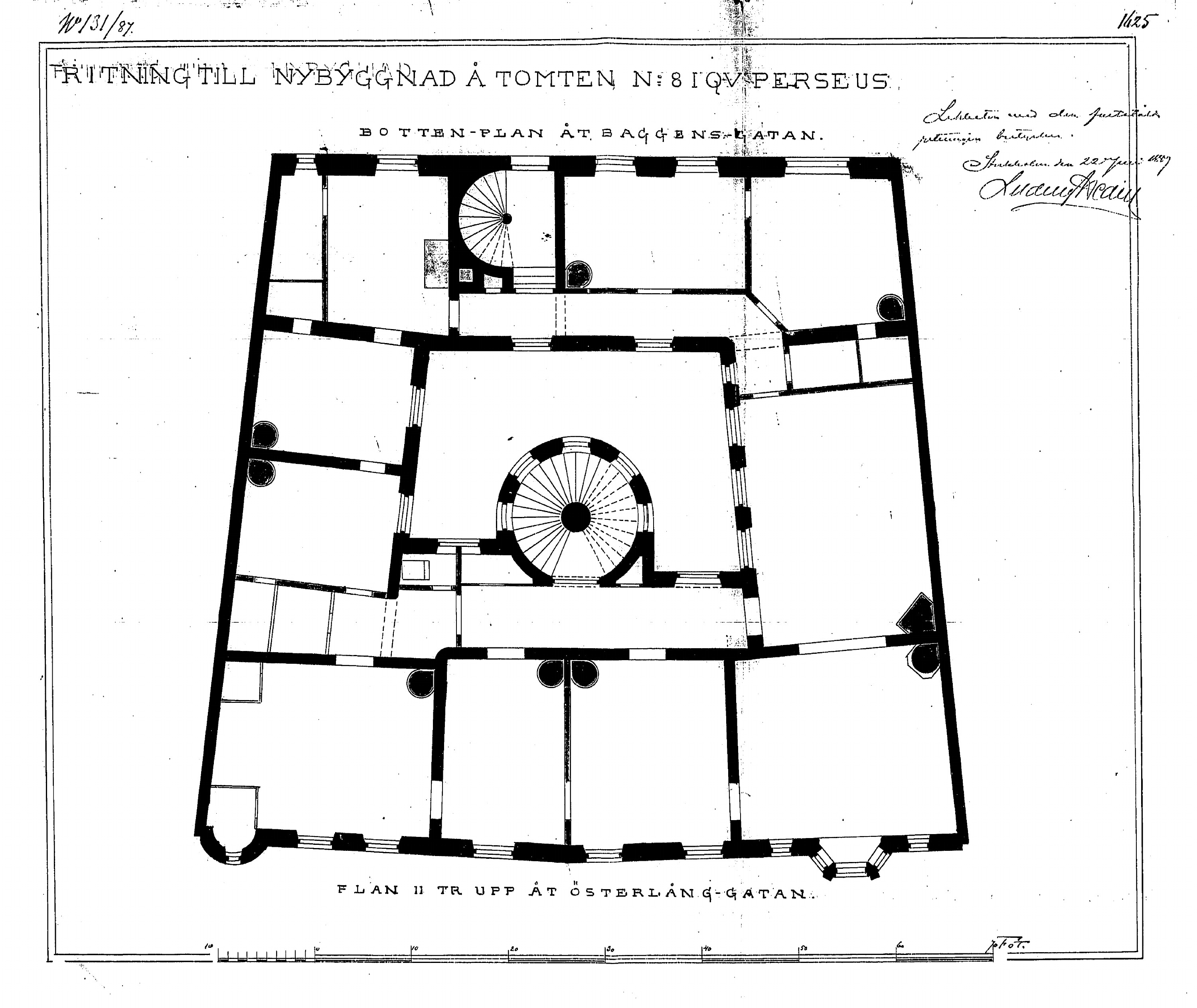
Plan våning 1 trappa
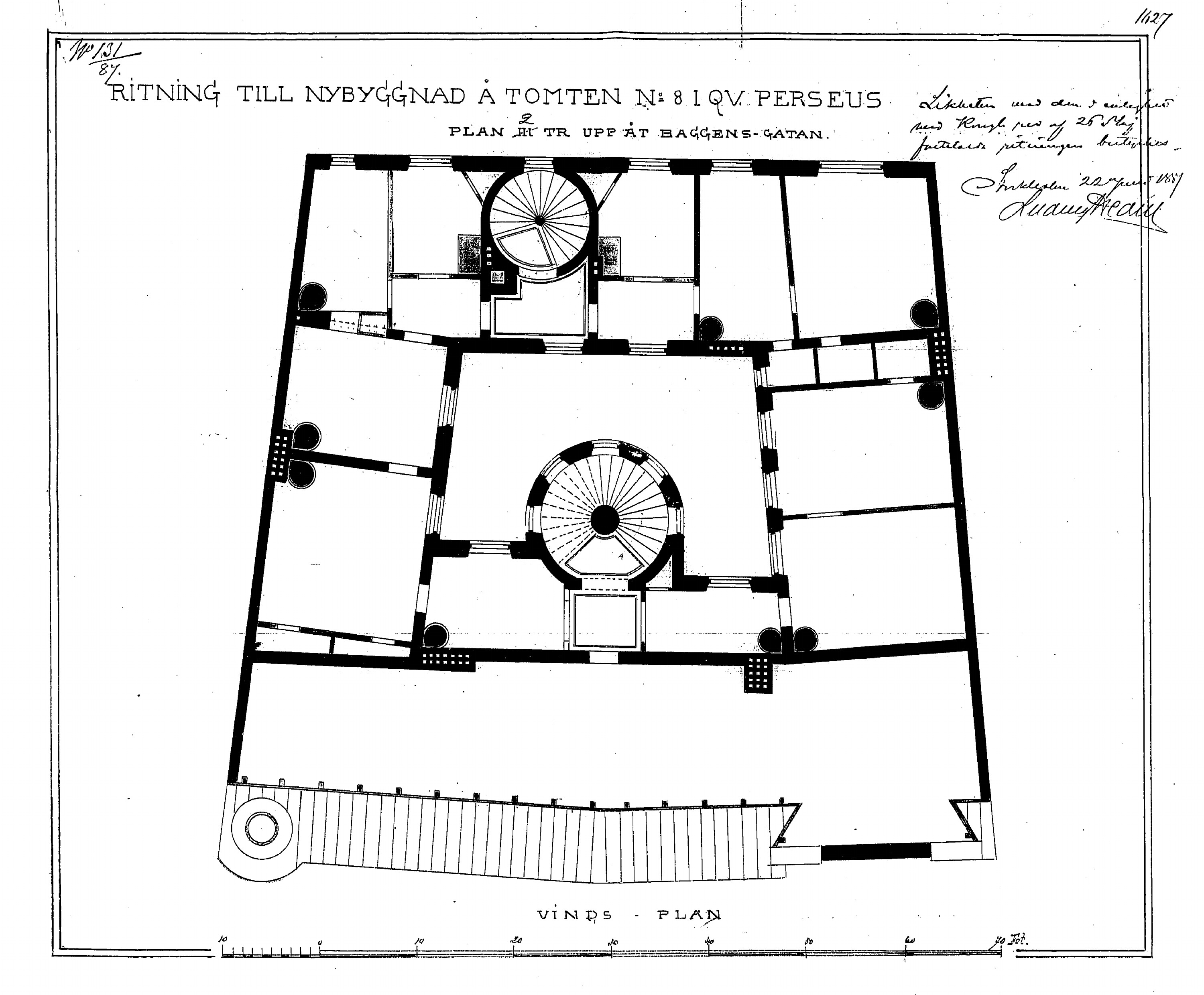
Vindsvåning

Till skillnad från sina arkitektkollegor som skapade nya butiksfasader enligt tidens smak återgick Clason till ett medeltida utseende. Han tog inga gjutjärnsdetaljer för att skapa de tre stora skyltfönstren utan använde tre djärva rundbågar som omfattas av rusticerad natursten. I öppningen placerades sedan centrerad butiksentrén och glasytor däromkring. Snickerierna utfördes av trä. Entréportalens utseende ansluter till stormaktstidens stilriktning och fasadutsmyckningar som burspråk, toureller och ankarslutar återger renässanstraditionen. Byggnaden har en naturstenssockel och fasaden är ytbehandlade med grovt spritputs. Under burspråket finns en sandstenstavla med texten ”W. Eriksson byggde huset 1889”. Mellan våning två och tre sträcker sig en blomstergirlang med putti i sandsten längs hela fasaden. Takfrisen utformades som tandsnitt. Mot Baggensgatan finns inga butiksfönster, fasaden är något enklare men bär liknande gestaltningselement som fasaden mot Österlånggatan. Vid en större ombyggnad av fastigheten 1966 genom arkitekt Per-Olof Olsson förenklades fasaden ytterligare. Åren 2009-2010 genomfördes en omfattande fasadrenovering. Idag nyttjas lokalerna vid Österlånggatan av restauranger.
Enligt arkitekturskribenten och arkitekten Olof Hultin representerar byggnaden en ”omsvängning från 1800-talets regleringsplaner till en antikvarisk och arkitektonisk uppvärdering av stadsdelens egenskaper” och att Clason var en ”pionjär i sammanhanget”. En efterföljare i denna anda är byggnaden i kvarteret Johannes Mindre vid Malmskillnadsgatan 60 som ritades 1888 av Ernst Stenhammar.
Detaljer

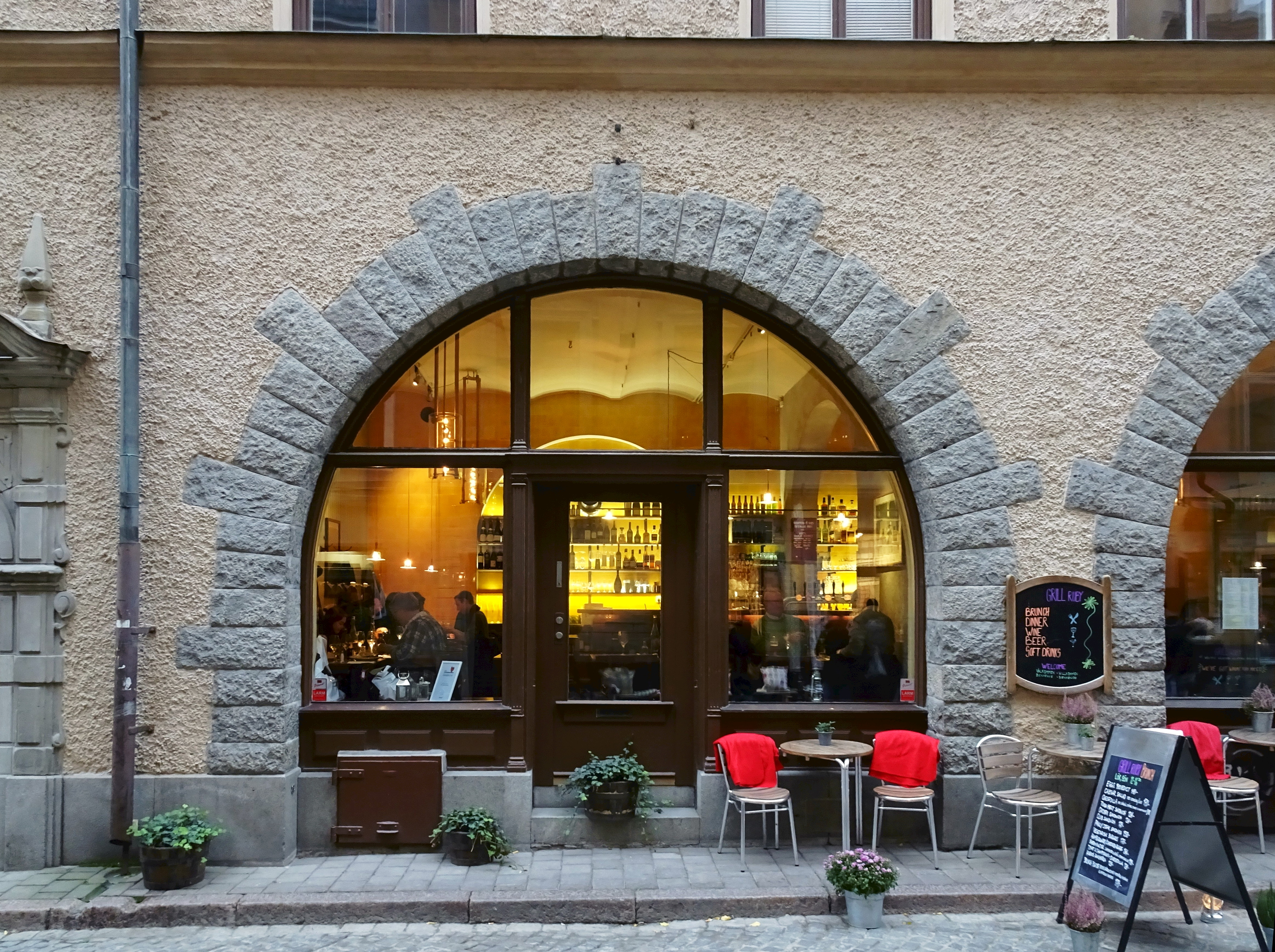
Skyltfönstrets rundbåge
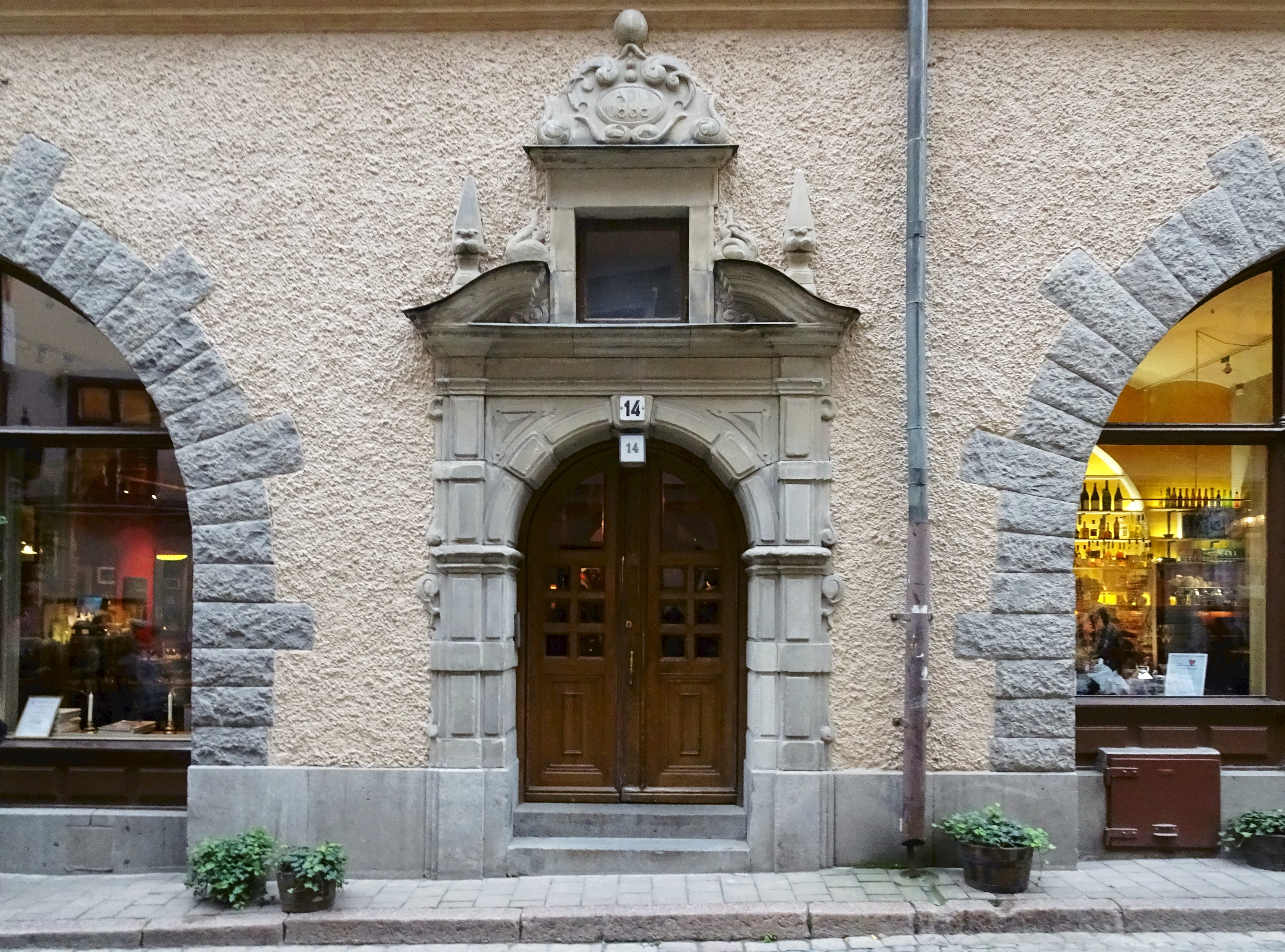
Entréportalen
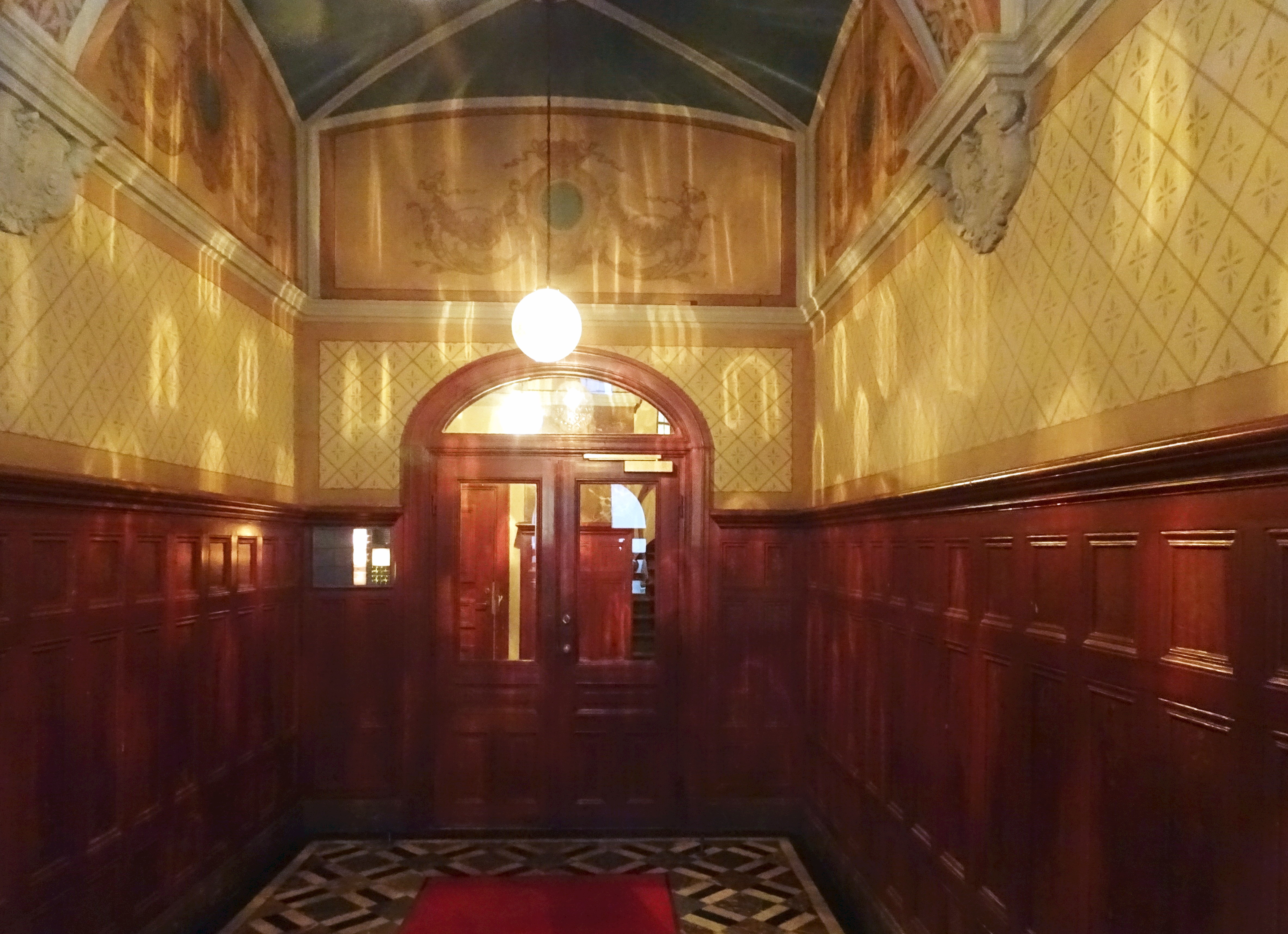
Enrtéhallen
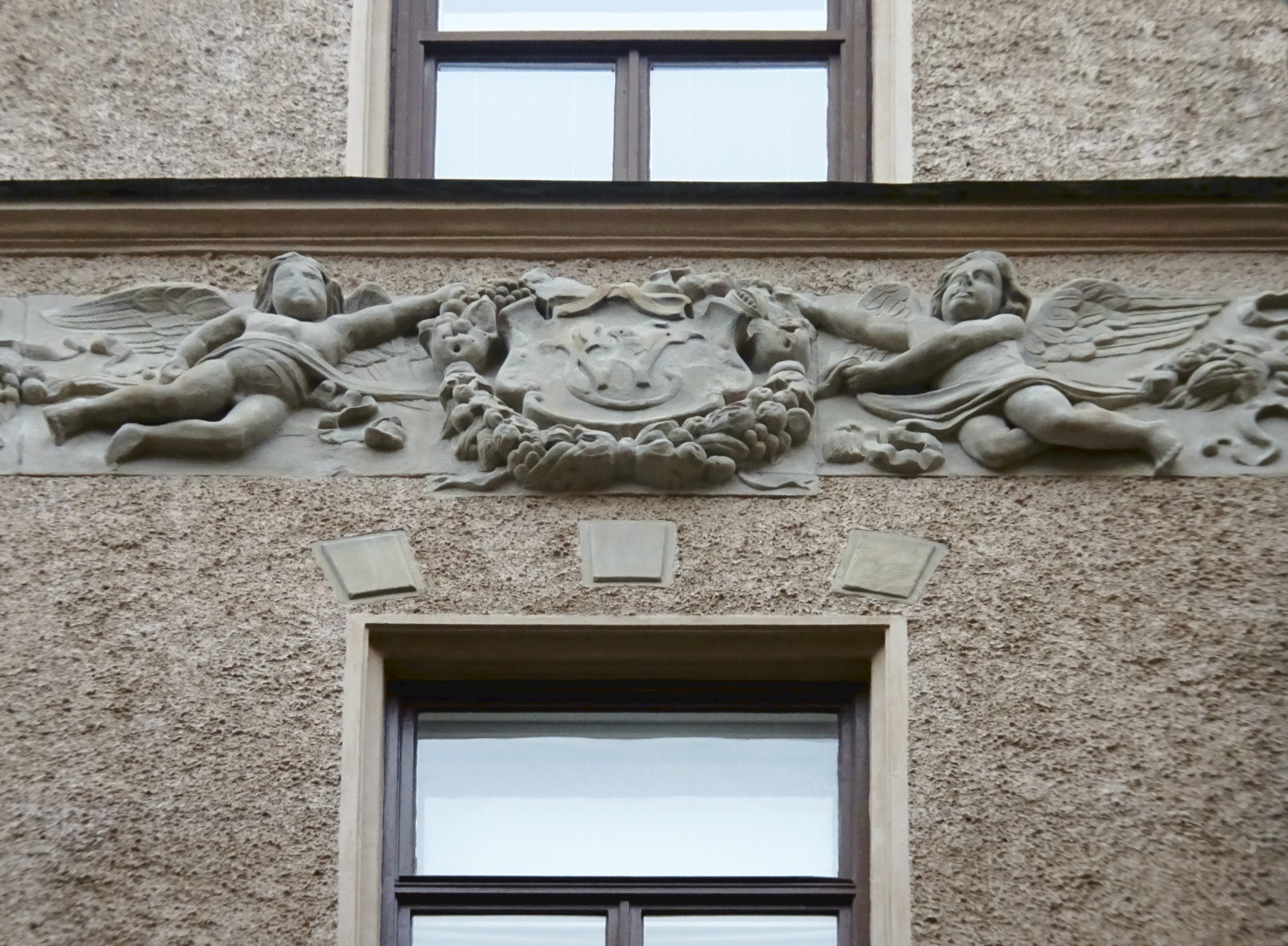
Putti med byggherrens initialer
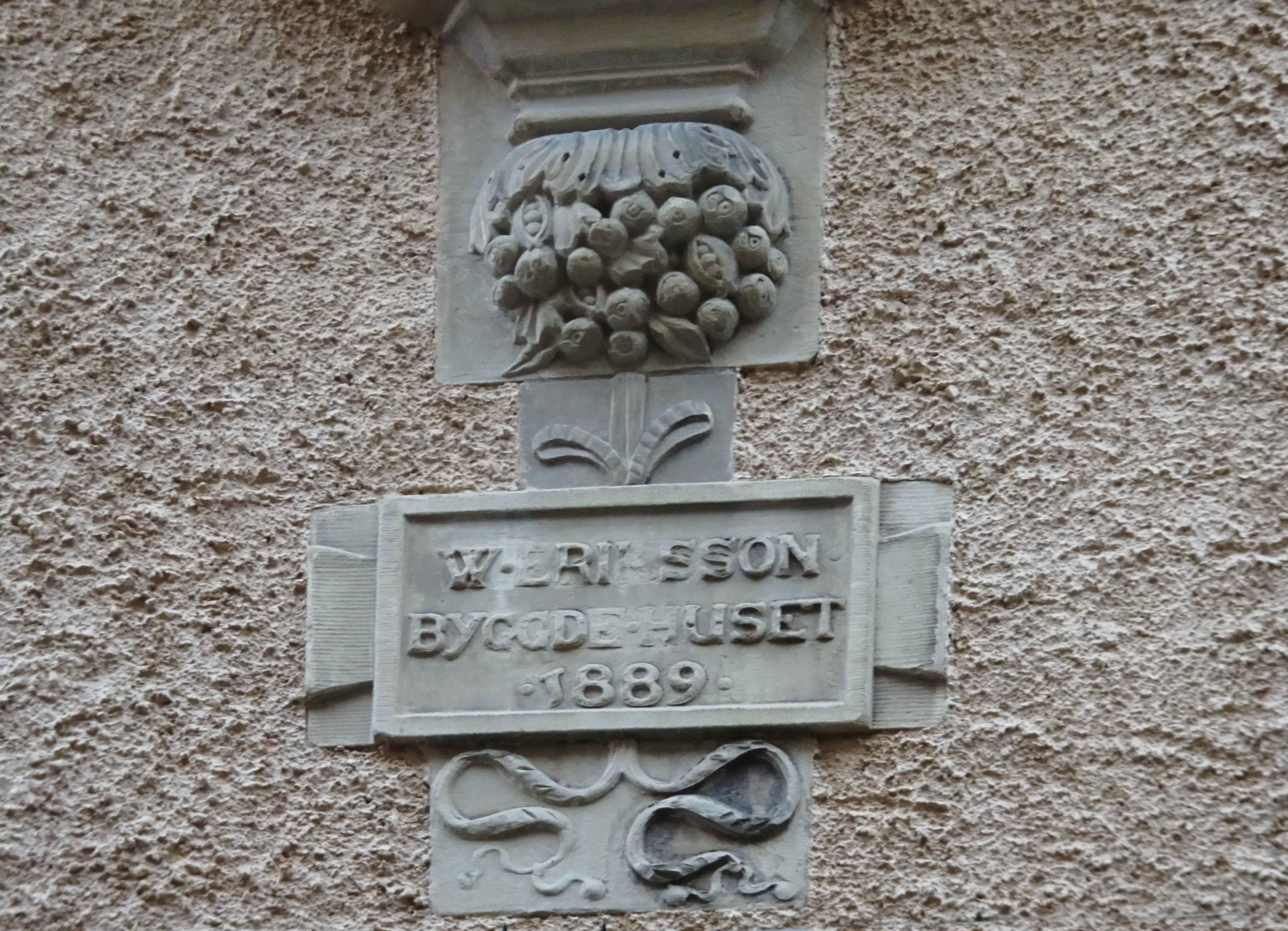
”W. Eriksson byggde huset 1889”